# Gare de Shibetsu
La gare de Shibetsu (士別駅, Shibetsu-eki) est une gare ferroviaire de la ville de Shibetsu, à Hokkaidō au Japon. La gare est exploitée par la compagnie JR Hokkaido.

## Situation ferroviaire
La gare de Shibetsu est située au point kilométrique (PK) 53,9 de la ligne principale Sōya.

## Historique
La gare de Shibetsu a été inaugurée le 5 mai 1900.

## Service des voyageurs

### Accueil
La gare dispose d'un bâtiment voyageurs, avec guichets, ouvert tous les jours.

### Desserte
- Ligne principale Sōya :
  - voie 1: direction Asahikawa et Sapporo
  - voie 2 : direction Nayoro et Wakkanai